# Fred vom Jupiter
«Fred vom Jupiter» (укр. "Фред з Юпітера") — пісня 1981 року, яку відносять до течії Neue Deutsche Welle. Пісня виконувалась Андреасом Дорау та дитячим хором «Die Marinas» (Die Doraus & Die Marinas).

## Історія
Пісню було створено під час тижня проєктів «Як створюється поппісня» у загальноосвітній школі Отто Гана в Гамбург-Єнфельді. Керував цим проєктом вчитель музики Юрґен Крефтер. Андреас Дорау, якому на той час було 16 років, написав музику для проєкту, а учениці Наталія Муньос Вальдеррама, Ніколь Каль та Біргіт Мазур написали тексти пісень. Андреас Дорау продав пісню звукозаписній компанії як власну роботу, але пізніше мусив поділитися прибутками від маркетингу з іншими учасниками. Згідно з лейблом Ata-Tak, що випускав пісню першопочатково як сингл, авторами є Дорау, Олаф Маурешат та Крефтер, проте останній не згадувався на обкладинці. Музичне керівництво проєктом взяв на себе Андреас Дорау. Дизайн обкладинки було розроблено дизайнерами Ata-Tak — Моріцем R® та Ебергардтом Штайнкрюґером.
Пісня входить до альбому Андреаса Дорау "Blumen und Narzissen". Сингл, випущений у 1981 році лейблом Telefunken зі стороною Б "Auch die Heimat ist nicht mehr schön" (музика та слова: Dorau/ Fenstermacher), посів 21 місце в німецьких чартах синглів і загалом було продано понад 200 000 копій пісні. У той час в Австрії вона посіла 13 місце та  протрималася в чартах чотири тижні. 1 березня 1982 року  пісню було випущено у Великобританії на інноваційному незалежному лейблі Mute, який на той час також випускав сингли German-American Friendship, також спродюсовані Ata Tak. Хоча назви пісень на обкладинці та лейблі перекладені англійською мовою ("Fred from Jupiter" та "Even Home Is Not Nice Anymore"), треки такі ж, як і на німецькому синглі.
До Die Marinas входили Клаудія Флор (на той час 13 років), Мішель Мілевскі (тоді 14), Даґмар Петерсен (тоді 13), Ізабель Спелі (тоді 11) та Крістін Зюсмільх (тоді 12).

## Текст
Текст пісні розповідає про «дуже привабливого та також дуже мускулистого» прибульця-ловеласа з Юпітера, який приземляється на Землі, бо в нього закінчується пальне. Тут він зачаровує всіх жінок, але зрештою змушений покинути місце через заздрість земних чоловіків. Жінки через це засмучені, але Фред присягається повернутися.
На стороні Б синглу є тематично пов’язана композиція «Auch die Heimat ist nicht mehr schön», де продовжується історія інопланетянена Фреда.
«Fred vom Jupiter» також входить до мюзиклу "Neue-Deutsche-Welle-Trash-Oper" Вольфґанґа Аденберґа.

## Кавер-версії та відомі пародії
- Welle: Erdball – Fred vom Jupiter
- Tanzdiebe – Fred vom Jupiter (денс-ремейк)
- Space Marina – Fred vom Jupiter (денс-ремейк)
- Fischmob – Tut mir leid (семпли перших рядків оригіналу)
- Mandy &amp; Randy – Jump (мелодія базується на Fred vom Jupiter)
- Jürgen von der Lippe – Lars vom Mars (назву, очевидно, було запозичено з Fred vom Jupiter)
- Sumatic – Fred vom Jupiter
- Boppin B. – Fred vom Jupiter (з "Hits", випущеного в 1994)
- The Dust of Basement – Fred vom Jupiter (з "Five become Two", випущеного у 2002)
- Марлен Яшке – Fred vom Jupiter
- Digette – Fred From Jupiter (1984)